# Dasyatis hypostigma
Dasyatis hypostigma és una espècie de peix de la família dels dasiàtids i de l'ordre dels myliobatiformes.

## Morfologia
- Els mascles poden assolir 65 cm de longitud total.[4][5]

## Hàbitat
És un peix marí, de clima tropical (22°S-41°S, 62°W-41°W) i bentopelàgic que viu entre 5-80 m de fondària.

## Distribució geogràfica
Es troba a l'oceà Atlàntic sud-occidental: el Brasil i l'Argentina.

## Observacions
És inofensiu per als humans.